# 山東街

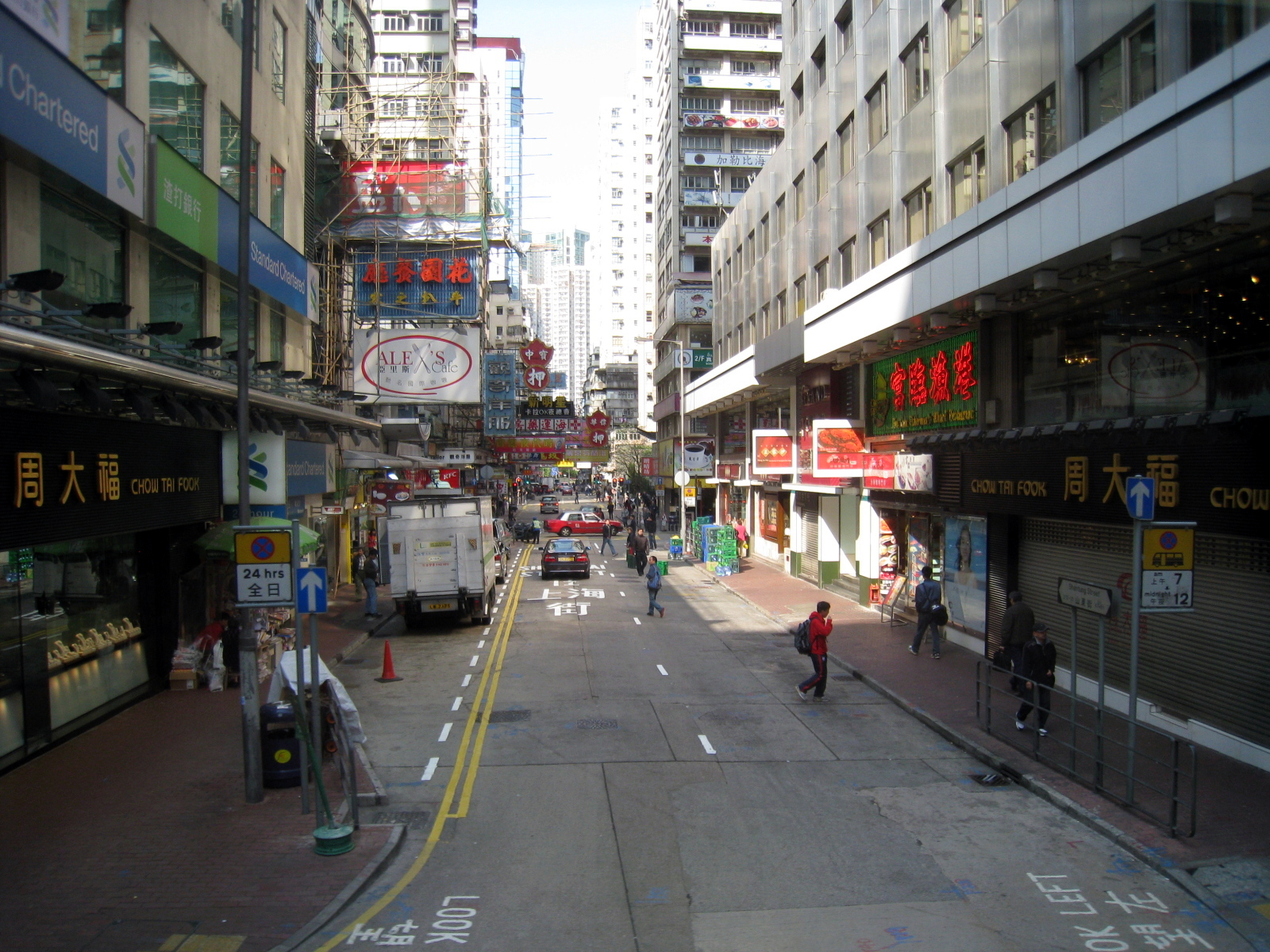
山東街鄰近彌敦道路段

山東街（英語：Shantung Street）是香港九龍油尖旺區的一條東西向行車道路，與奶路臣街和豉油街等街道平行，以山東省命名。山東街與多條主要道路交匯，如上海街、砵蘭街、彌敦道、西洋菜南街、通菜街、花園街和洗衣街等。

## 鄰近主要地點
- 香港遊樂場協會
- 麥花臣場館
- 旺角水月宮
- 香港浸信會聯會
- 星際城市
- 中僑商業大廈
- 雅蘭中心
- ONE SOHO
- 東華學院

## 事件
1988年2月27日，一名指壓女郎在山東街18號廣榮樓被殺，屍體分成三袋，頭、四肢皆被切斷，棄置渡船街油麻地避風塘，屍體3月2日浮到青衣島以西海面。
2008年12月13日，山東街近旺角西洋菜街行人專用區有兩支通渠水由高處擲下，懷疑為腐蝕性液體，灼傷了逾40名行人，他們事後分別由救護車送往3間醫院，警察其後在山東街遠景大廈重組案情。
2012年11月9日，發展局授權及刊憲市區重建局進行新填地街及山東街交界的項目，項目面積約1,640平方米，地盤涉及20個街號的樓宇，全部均於1959年至1963年期間興建，為樓高6至8層的大廈，失修殘舊，無升降機，而且在天台上有僭建物。市區重建局初步建議在項目中，提供約190個實用面積約35平方米至65平方米的單位，包括一些預留作為「樓換樓」選擇的低層單位，預計於2019年至2020年完成。項目由信置、莊士及市建局合作發展，於2021年2月命名為ONE SOHO。

## 外部連結
维基共享资源上的相關多媒體資源：山東街